# Rungia densiflora
Rungia densiflora är en akantusväxtart som beskrevs av Hsien Shui Lo. Rungia densiflora ingår i släktet Rungia och familjen akantusväxter. Inga underarter finns listade i Catalogue of Life.